# 班夫郡
班夫郡（英語：Banffshire）是蘇格蘭歷史上的郡之一，郡治設在班夫，但最大城鎮是巴基。1975年地方政府再編之後，班夫郡分屬阿伯丁郡和馬里。

## 外部連結
- .  3 (第11版). London. 1911.

57°30′N 3°05′W / 57.500°N 3.083°W